# Décès en 954
Décès
- 950
- 951
- 952
- 953
- 954
- 955
- 956
- 957
- 958

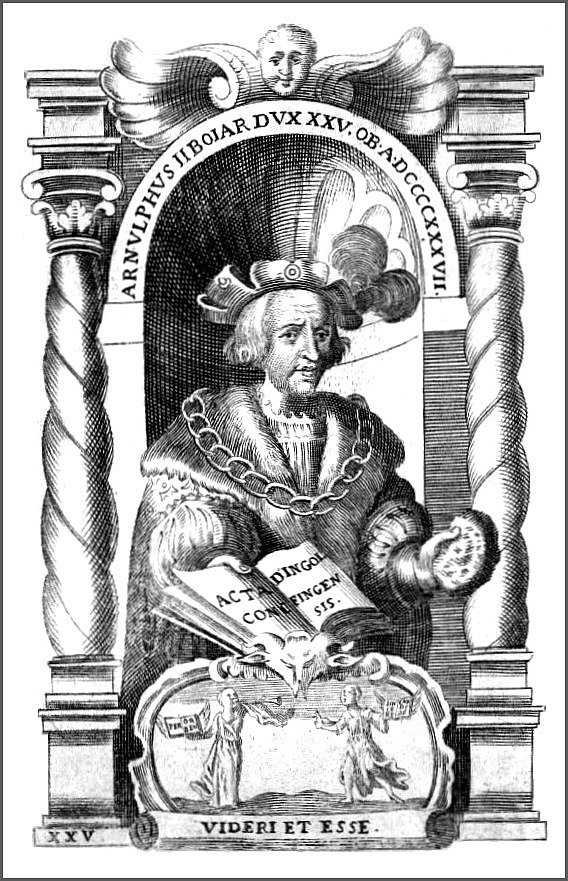
Arnulf II de Bavière, mort en 954

Cette page dresse une liste de personnalités mortes au cours de l'année 954 :
- 9 février : Fujiwara no Onshi, impératrice consort du Japon.
- 22 juillet : Arnulf II[1], comte palatin de Bavière.
- 10 septembre : Louis IV d'Outremer, roi des Francs.
- 25 octobre : Frédéric de Mayence, moine de Fulda puis archevêque de Mayence.
- 1er décembre : Anno, abbé de Saint-Gall.

- Achot II, duc de Tao de la famille des Bagrations.
- Ahmad ben al-Qasim Kannun, sultan idrisside.
- Albéric II, duc de Spolète.
- Arnkell et Erlend Eirnarsson, comtes des Orcades.
- Cellachán Caisil, roi de Munster.
- Almerico di Mantova (it), noble italien.
- Docibilis II de Gaète, duc byzantin.
- Éric à la Hache sanglante, roi de Norvège, puis roi du Royaume viking d'York.
- Malcolm Ier, roi d'Écosse.
- Hamid Nuh Ier, émir des Samanides.

## Crédit d'auteurs
- Cet article est partiellement ou en totalité issu de l'article intitulé « 954 » (voir la liste des auteurs).